# Stereophallodon ciscoensis
Stereophallodon ciscoensis és una espècie de pelicosaure extint de la família dels ofiacodòntids que visqué en el Permià inferior. Se n'han trobat restes fòssils a Texas, als Estats Units.